# 蒙特內格雷山

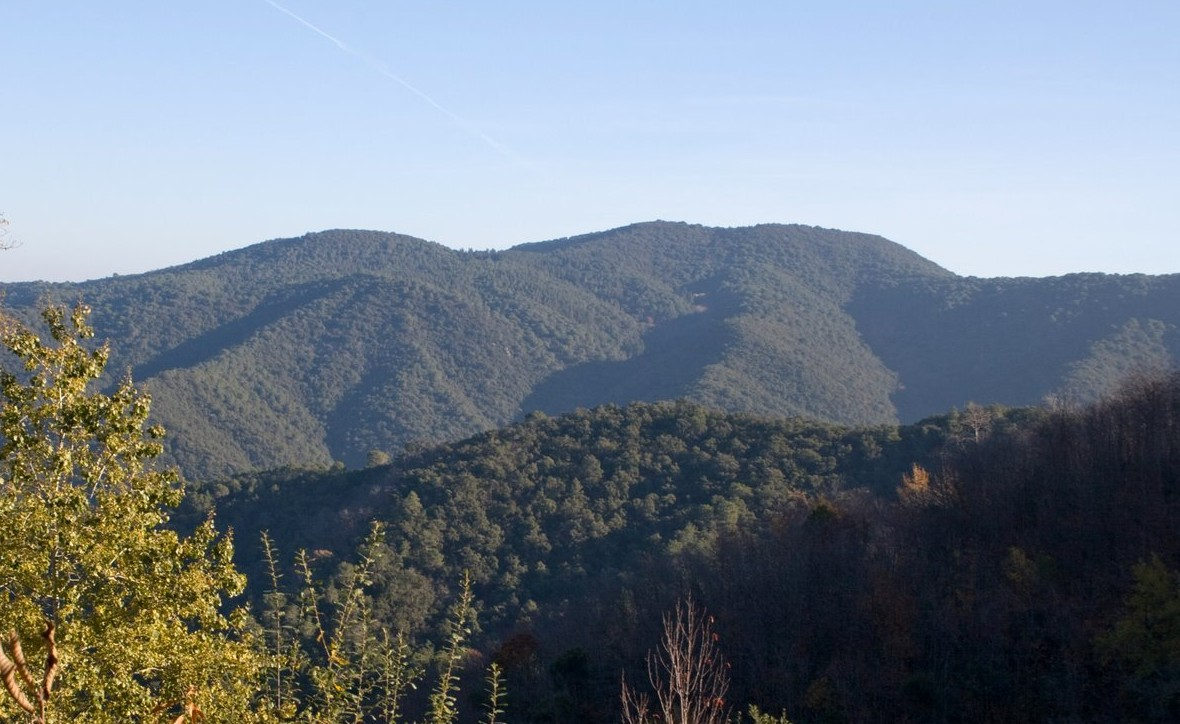

41°40′33.09″N 2°34′1.28″E / 41.6758583°N 2.5670222°E
蒙特內格雷山，是西班牙的山峰，屬於加泰羅尼亞海岸山脈中馬里納山脈的一部分，長15.7公里，最高點是海拔高度760米的維韋斯山，山體由石灰岩組成。